# Wiltmann
Die Franz Wiltmann GmbH & Co. KG fertigt und vertreibt seit 1887 am Firmensitz im westfälischen Versmold-Peckeloh Wurst und Schinken. Das Familienunternehmen vermarktet überwiegend Salami in Deutschland und Europa. Überdies stellt Wiltmann Pasteten, Aspik-, Koch- und Brühwursterzeugnisse sowie Snackprodukte her. Täglich werden mit rund 800 Mitarbeitern bis zu 160 Tonnen Fleisch verarbeitet. Die Produktionsfläche in Peckeloh umfasst mehr als 100.000 m².

## Geschichte
1297 ist die Familie Wiltmann im heutigen Peckeloh erstmals in einer Verkaufsurkunde des Bischofs von Osnabrück erwähnt, als der Hof an das Kloster Marienfeld übergeht. Im Oktober 1887 gründete Franz Wiltmann mit „der Verarbeitung und dem Versand von Fleischwaren nach industriellen und kaufmännischen Gesichtspunkten“ den gewerblichen Betrieb Wiltmann. Im Jahr 1905 erhielt Wiltmann im ersten Deutschen Schinkenwettbewerb die „Königlich-Preußische Staatsmedaille“.
Im Vorfeld des 100-jährigen Jubiläums 1987 begann Wiltmann die Zusammenarbeit mit dem Künstler Otmar Alt. Dieser prägte die Produktverpackungen und den Messestand ebenso wie das Betriebsrestaurant, die Fassaden des Unternehmensgebäudes und den mit Skulpturen ausgestatteten Innenraum des Wiltmann-Forums.

## Wurstkartell
2014 verhängte das Bundeskartellamt wegen illegaler Preisabsprachen zwischen April 1997 und Juli 2009 gegen 21 Wursthersteller in Deutschland Geldbußen, darunter auch gegen Wiltmann. Das Unternehmen wies den Vorwurf zurück und legte gegen den Bußgeldbescheid Einspruch ein, der jedoch keinen Erfolg hatte: Das Oberlandesgericht Düsseldorf verurteilte Wiltmann zu einem Bußgeld in Höhe von 6,5 Millionen Euro. Das Unternehmen legte gegen das Urteil Rechtsbeschwerde beim Bundesgerichtshof ein.

## Gläserne Produktion
Wiltmann errichtete eine „gläserne Produktion“. Das Unternehmen macht mit dieser 1989 vom nordrhein-westfälischen Ministerpräsidenten Johannes Rau eröffneten Einrichtung den Besuchern nahezu seinen kompletten Produktionsprozess zugänglich. Über eine Glasgalerie haben die Besucher Einblick in die Abläufe der Fertigung. Nur die Reifeböden zum Trocknen und Haltbarmachen der Dauerwürste dürfen die Besucher aus baulichen und hygienischen Gründen nicht unmittelbar einsehen. Seit ihrer Eröffnung zählte die gläserne Produktion mehr als eine halbe Million Besucher.

## Vorwurf zur Verwendung von Separatorenfleisch
In einer Gemeinschaftsproduktion des NDR und SPIEGEL wird Wiltmann die Verwendung von Separatorenfleisch ohne entsprechende Kennzeichnung in zwei Geflügelwurst-Produkten vorgeworfen. Das Unternehmen weist diese „ausdrücklich zurück“.